# Ваорани

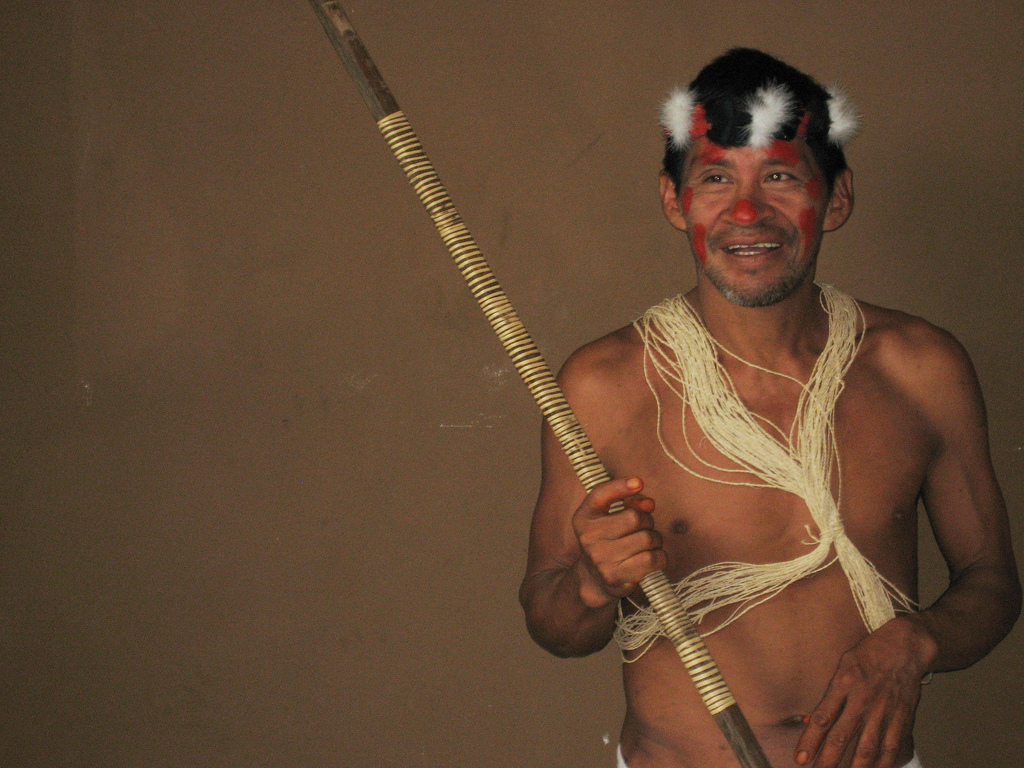
Вождь ваорани

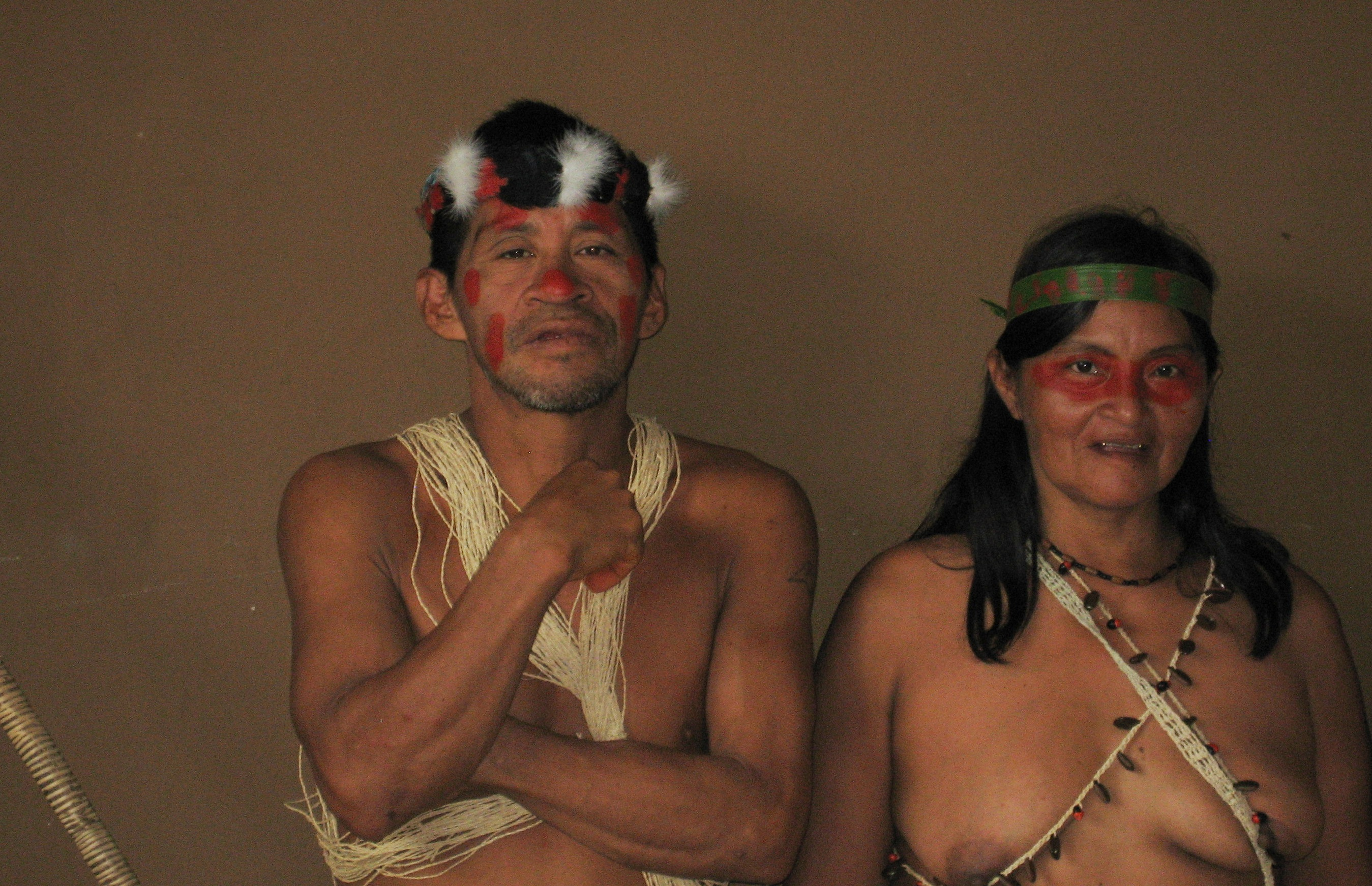
чета ваорани

Ваора́ни, ваодани (или аука, дословно c кечуа — «солдат, враг») — индейский народ, проживающий на территории восточного Эквадора, в междуречье Напо и Курарай. Общая численность составляет около 4000 человек.

## Описание
Особенностью ваорани является низкий рост (мужчины — 154 см, а женщины — 144 см). Говорят на языке ваорани.
Значительная часть ваорани во второй половине XX века оставила бродячий образ жизни охотников и собирателей и живёт в постоянных лесных деревнях.
Ряд племенных групп внутри ваорани (тагаери, виньятаре, оньяменане, тароменане) избегает общения со внешним миром и продолжает бродячую жизнь в лесах.
Охота составляет основную часть рациона ваорани. Перед тем, как начнется охота или рыбалка, шаман общины часто молится целый день, чтобы обеспечить успех.

## Права на землю
В 1990 году ваорани получили право на закреплённую за коренным населением резервацию площадью примерно в 6125,6 км². Статус национального парка Ясуни, часть которого пересекается по территории с данной резервацией, гарантирует неприкосновенность биологической среды.
Также правительство Эквадора создало запретную зону, чтобы граждане не становились жертвами ушедшей в джунгли части ваорани — охотников тагаери.

## Этимология
Слово ваорани (множественное число от Вао «человек») означает «люди».